# Ministerio de Asuntos Exteriores y de la Mancomunidad de Naciones
El Ministerio de Asuntos Exteriores y de la Mancomunidad de Naciones (en inglés: Foreign, Commonwealth & Development Office; acrónimo: FCDO, más conocido como el «Foreign Office» o el Ministerio de Exteriores en español) es el ministerio del gobierno británico que se ocupa de las relaciones exteriores en Europa, de los asuntos exteriores y relaciones con los países miembros de la Mancomunidad Británica de Naciones.
Está dirigido por el secretario de Estado para Asuntos Exteriores y de la Mancomunidad (Secretary of State for Foreign and Commonwealth Affairs, más conocido como «Foreign Secretary»), actualmente David Lammy.

## Ministerios
Los ministerios son los siguientes :
| Ministro | Ministro                         | Rango                                   | Portafolio                                                               |
| -------- | -------------------------------- | --------------------------------------- | ------------------------------------------------------------------------ |
|          | James Cleverly                   | Secretario de Estado                    | Responsabilidad plena                                                    |
|          | El M.Hon. Andrew Murrison MP     | Ministro de Estado                      | América, Europa, Asia Central, la OTAN y la seguridad europea, etc.      |
|          | El M.Hon. Lord Ahmad             | Ministro de Estado                      | Asuntos FCO en la Cámara de los Lores y la Mancomunidad de Naciones etc. |
|          | El M.Hon. Christopher Pincher MP | Ministro de Estado Ministro para Europa | Adjunto del ministerio para el Brexit                                    |
|          | El M.Hon. Andrew Murrison MP     | Ministro de Estado                      | Medio Oriente y África etc.                                              |
|          | El M.Hon. Andrew Stephenson MP   | Ministro de Estado                      | África, política consular y de crimen                                    |
|          | Vacante                          | Ministro de Estado                      | Asia, Australia y el Pacífico etc.                                       |
|          | Heather Wheeler MP               | Parlamentario Subsecretario de Estado   |                                                                          |

| Leyenda |  | Conservador |